# Trevor Kiers
Trevor Kiers (* 4. März 1997 in Welland, Ontario) ist ein ehemaliger kanadischer Biathlet. Er startete seit 2021 im Weltcup und nahm an zwei Weltmeisterschaften teil.

## Sportliche Laufbahn
Kiers nahm von Ende 2016 bis Anfang 2019 ausschließlich an Wettkämpfen auf Juniorenebene teil. Sein internationales Debüt gab er im Dezember 2016 in der Lenzerheide im IBU-Junior-Cup, im selben Winter nahm er auch an der Junioren-WM teil. Sein bestes Ergebnis im Juniorcup erzielte der Kanadier im Dezember 2017, als er im Sprint von Obertilliach Rang 10 belegte. Auch bei den folgenden zwei Juniorenweltmeisterschaften resultierten mit zwei 16. Plätzen und einem 17. Rang gute Ergebnisse, noch bessere Resultate vergab er mit teils miserablen Schießleistungen. Anfang 2019 gab Kiers in Duszniki-Zdrój seinen Einstand im IBU-Cup und verpasste die Punkteränge als 44. des Sprints nur knapp, auch an den Offenen Europameisterschaften nahm er teil und belegte die Ränge 91 und 81. Im März 2019 gewann er als 34. des Sprints von Martell auch seine ersten Ranglistenpunkte, in der Folgesaison nahm er an nur wenigen Wettkämpfen teil und belegte als Bestergebnis einen 37. Platz. Sein Debüt im Weltcup gab der Kanadier im Januar 2021 in Oberhof. Während er im Sprint nur Platz 88 belegte, überzeugte er in der Staffel mit nur einem Nachlader und belegte mit Christian und Scott Gow sowie Adam Runnalls den achten Rang. Auch an den Weltmeisterschaften nahm Kiers in seinem Debütjahr teil und erzielte im Sprint mit Platz 47 sein bis zum Karriereende bestes Weltcupergebnis.

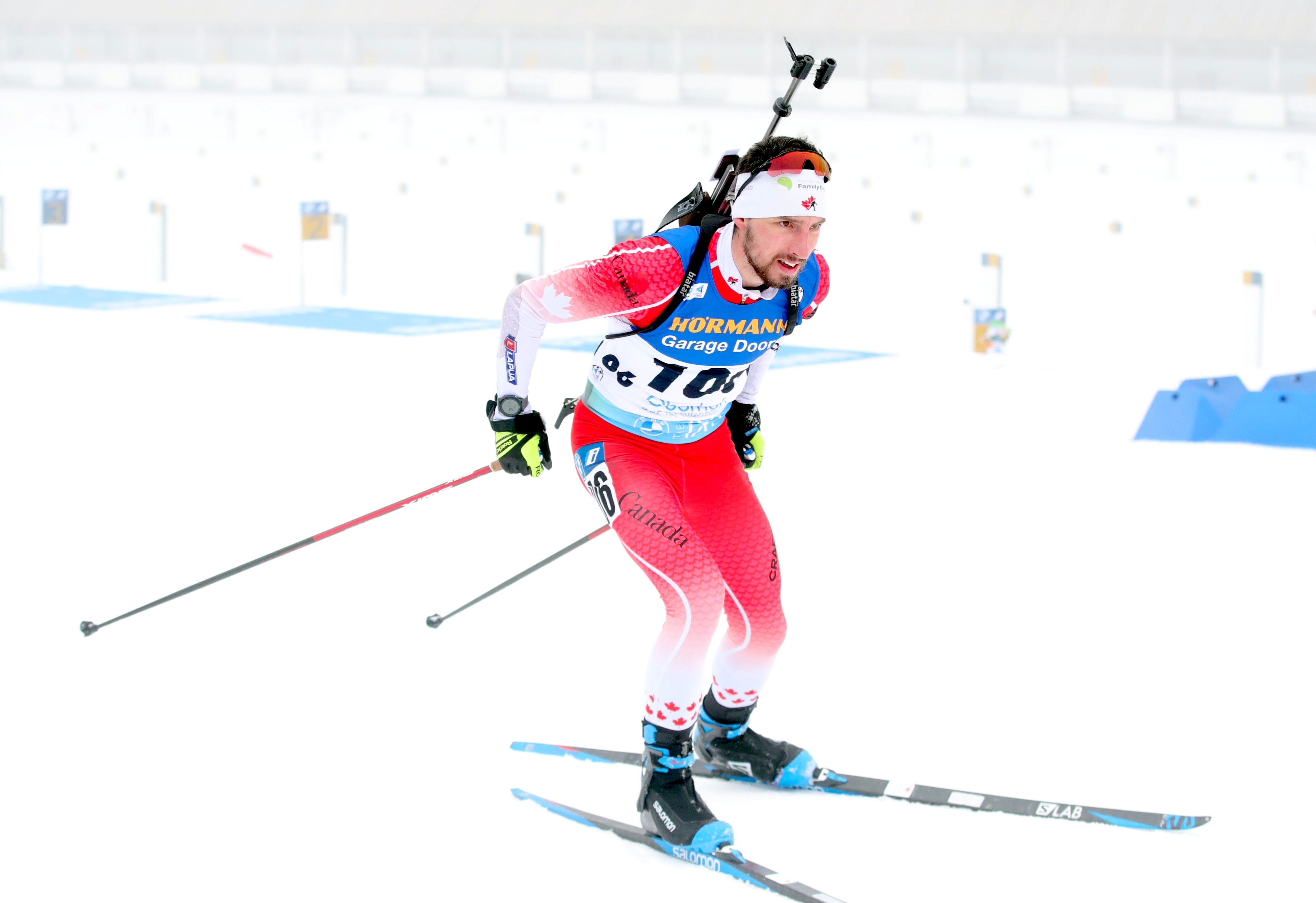
Kiers bei der WM 2023

Da er zu Beginn der Saison 2021/22 im Weltcup nur hinterste Ränge belegte, wurde Kiers in den IBU-Cup zurückversetzt und realisierte dort erste Top-30-Platzierungen. An den Olympischen Spielen nahm er jedoch nicht teil, den Vorzug bekam hier Jules Burnotte. Im Dezember 2022 überzeugte der Kanadier in Idre mit Platz 14 im Sprint und damit seinem persönlich besten IBU-Cup-Ergebnis, woraufhin er wieder ins Weltcupteam berufen wurde. Außer eines 50. Platzes beim Einzel von Östersund konnte Kiers jedoch wenig überzeugen, auch bei den Weltmeisterschaften sprangen keine guten Ergebnisse heraus. Mit Christian Gow, Adam Runnalls und Logan Pletz lief er in Östersund immerhin nach längerer Zeit mal wieder in einem Staffelbewerb unter die besten Zehn. Im Dezember 2023 bestritt der Kanadier wieder einige Rennen im IBU-Cup und wurde jeweils einmal 19. und 23., daraufhin kam er in Ruhpolding wieder in den Weltcup zurück und erreichte Rang 70 im Sprint. Seinen letzten internationalen Wettkampf bestritt er in Antholz mit der Mixedstaffel, die den 15. Platz belegte.
Nachdem er in der übrigen Saison an keinen kompetitiven Wettkämpfen mehr teilgenommen hatte, gab Trevor Kiers im Februar 2024 seinen Rücktritt vom Leistungssport bekannt.

## Persönliches
Kiers wuchs in Sprucedale, Ontario auf. Im Sommer 2022 zog er nach Norwegen und schloss sich dem Team Fosen Yard an, einer eigentlich nationalen Trainingsgruppe, und verlegte seinen Wohnsitz für diese Zeit nach Lillehammer. Seit seinem Karriereende lebt er wieder in Sprucedale.

## Statistiken

### Weltcupplatzierungen
Die Tabelle zeigt alle Platzierungen (je nach Austragungsjahr einschließlich Olympische Spiele und Weltmeisterschaften).
- 1.–3. Platz: Anzahl der Podiumsplatzierungen
- Top 10: Anzahl der Platzierungen unter den ersten zehn (einschließlich Podium)
- Punkteränge: Anzahl der Platzierungen innerhalb der Punkteränge (einschließlich Podium und Top 10)
- Starts: Anzahl gelaufener Rennen in der jeweiligen Disziplin
- Staffel: inklusive Mixed- und Single-Mixed-Staffeln

| Platzierung | Einzel | Sprint | Verfolgung | Massenstart | Staffel | Gesamt |
| ----------- | ------ | ------ | ---------- | ----------- | ------- | ------ |
| 1. Platz    |        |        |            |             |         |        |
| 2. Platz    |        |        |            |             |         |        |
| 3. Platz    |        |        |            |             |         |        |
| Top 10      |        |        |            |             | 2       | 2      |
| Punkteränge |        |        |            |             | 11      | 11     |
| Starts      | 7      | 11     | 1          |             | 11      | 30     |

### Biathlon-Weltmeisterschaften
Ergebnisse bei den Weltmeisterschaften:
| Weltmeisterschaften | Weltmeisterschaften | Einzelwettbewerbe | Einzelwettbewerbe | Einzelwettbewerbe | Einzelwettbewerbe | Staffelwettbewerbe | Staffelwettbewerbe | Staffelwettbewerbe |
| Jahr                | Ort                 | Einzel            | Sprint            | Verfolgung        | Massenstart       | Herrenstaffel      | Mixedstaffel       | S.-M.-Staffel      |
| ------------------- | ------------------- | ----------------- | ----------------- | ----------------- | ----------------- | ------------------ | ------------------ | ------------------ |
| 2021                | Pokljuka            | 79.               | 47.               | 56.               | –                 | 12.                | –                  | –                  |
| 2023                | Oberhof             | 86.               | 86.               | –                 | –                 | 11.                | –                  | –                  |

### Juniorenweltmeisterschaften
Ergebnisse bei den Juniorenweltmeisterschaften:
| Weltmeisterschaften | Weltmeisterschaften | Einzelwettbewerbe | Einzelwettbewerbe | Einzelwettbewerbe | Herrenstaffel |
| Jahr                | Ort                 | Einzel            | Sprint            | Verfolgung        | Herrenstaffel |
| ------------------- | ------------------- | ----------------- | ----------------- | ----------------- | ------------- |
| 2017                | Osrblie             | 54.               | 48.               | 39.               | 12.           |
| 2018                | Otepää              | 77.               | 16.               | 34.               | 17.           |
| 2019                | Osrblie             | 17.               | 17.               | 47.               | 11.           |